# Ontonagon
Ontonagon is een plaats (village) in de Amerikaanse staat Michigan, en valt bestuurlijk gezien onder Ontonagon County.

## Demografie
Bij de volkstelling in 2000 werd het aantal inwoners vastgesteld op 1769.
In 2006 is het aantal inwoners door het United States Census Bureau geschat op 1597, een daling van 172 (-9.7%).

## Geografie
Volgens het United States Census Bureau beslaat de plaats een oppervlakte van
10,0 km², waarvan 9,7 km² land en 0,3 km² water. Ontonagon is het noordelijke eindpunt van de U.S. Route 45.

## Plaatsen in de nabije omgeving
De onderstaande figuur toont nabijgelegen plaatsen in een straal van 64 km rond Ontonagon.